# スレイヤー 7日目の煉獄
『スレイヤー 7日目の煉獄』（スレイヤー なのかめのれんごく、The Seventh Day）は、2021年のアメリカ合衆国のホラー映画。監督はジャスティン・P・ラング、出演はガイ・ピアースとヴァディール・デルベスなど。新米神父が型破りなベテラン神父から悪魔払いの実地訓練を受けた末に少年に取り憑いた最凶の悪魔と対決する姿を描いたオカルトホラー。

## ストーリー
ピーター・コステロ神父は熟達したエクソシストであった。そんなある日、コステロは新人（ガルシア）の教育を担当することになり、彼を連れて依頼人の下へと向かった。ところが、そこで待ち受けていたのは今までに遭遇したことのない難敵であった。

## キャスト
※括弧内は日本語吹替
- ピーター・コステロ神父: ガイ・ピアース（小山力也）
  - 若いころのピーター・コステロ: クリス・ガルスト
- ダニエル・ガルシア神父: ヴァディール・デルベス（英語版）（福田賢二）
- 大主教: スティーヴン・ラング（小磯一斉）
- ルイス神父: キース・デイヴィッド（相樂真太郎） - ピーターの師匠。
- ヘレン: ロビン・バートレット（英語版）（大島由莉子） - ホームレス支援のボランティア。
- チャーリー・ジルー: ブレイディ・ジェネス（楓みさと） - 家族を惨殺した12歳の少年。
- ニコラス・ミラー: トリスタン・リッグス - 悪魔に取り憑かれて焼き殺された少年。
- ミセス・ミラー: ハンナ・カルウェル - ニコラスの母。
- ミスター・ミラー: ヒース・フリーマン（英語版） - ニコラスの父。
- ジョージ: アコリエ・ホワイト - ホームレスの青年。アフリカ系。

## 製作
2019年11月6日、ジャスティン・P・ラング監督の新作映画にガイ・ピアースが出演することになったと報じられた。2020年1月14日、ヴァディール・デルベスの起用が発表された。27日、スティーヴン・ラング、キース・デイヴィッド、クリス・ガルスト、ロビン・バートレット、ブレイディ・ジェネスがキャスト入りした。2月、本作の主要撮影はルイジアナ州ニューオーリンズとテキサス州ダラスで始まった。

## 公開・マーケティング
2020年2月17日、本作の劇中写真が初めて公開された。2021年2月24日、ヴァーティカル・エンターテインメントとレッドボックス・エンターテインメントが本作の全米配給権を獲得したとの報道があった。3月2日、本作のオフィシャル・トレイラーが公開された。

## 評価
本作に対する批評家の評価は芳しいものではない。映画批評集積サイトのRotten Tomatoesには10件のレビューがあり、批評家支持率は10%、平均点は10点満点で3.9点となっている。また、Metacriticには6件のレビューがあり、加重平均値は43/100となっている。